# Templo de Richmond (Virginia)
El Templo de Richmond Virginia es uno de los templos construidos y operados por la Iglesia de Jesucristo de los Santos de los Últimos Días, el número 177 en funcionamiento ubicado en Glenn Allen, Virginia, un suburbio de la ciudad de Richmond. El Templo de Richmond es el primer templo de la iglesia en el estado de Virginia.

## Anuncio
Los planes de construir el templo en la ciudad de Richmond fue anunciada por el entonces presidente de la iglesia, Russell M. Nelson, el 1 de abril de 2018, al mismo tiempo que otros seis templos. Para ese momento, el número de templos en funcionamiento y anunciados era 189. 
El 11 de abril de 2020, se llevó a cabo la ceremonia de la palada inicial para indicar el inicio de la construcción, presidida por las autoridades generales de la iglesia en esa región. Debido a la pandemia de COVID-19, la ceremonia de inauguración se limitó a un puñado de líderes y no se transmitió a los centros de reuniones en el distrito del templo como se planeó originalmente. El templo fue dedicado en dos sesiones el 7 de mayo de 2023 por Dallin H. Oaks.

## Construcción
El templo fue construido por una mezcla de estilos georgiano, federal y jeffersoniano,con orden dórico, e inspiración de Monticello, la Universidad de Virginia, la ciudad de Williamsburg y otros lugares del estado de Virginia. El exterior presenta círculos de diamantes entrelazados y la flor de cornejo que son simbólicos de la localidad. El templo cuenta con un solo chapitel con el Ángel Moroni, y cuatro columnas en la entrada principal.
El azul, el dorado y el rojo en el vidrio exterior y en el mobiliario interior se inspiran en las primeras paletas de colores estadounidenses, siendo Virginia la cuna de la nación. El vestíbulo muestra una obra de arte en vidrio de 100 años de antigüedad de Jesucristo como el Buen Pastor de una antigua Iglesia protestante de la costa Este de los Estados Unidos.Los diseños interiores del templo, incluido el vestíbulo, la gran escalera y las alfombras, acentúan las ideas jeffersonianas y los diseños coloniales.